# Карасинанци
Карасинанци или Кара Синан (на гръцки: Πλάγια, Плая, до 1928 година Καρασινάν, Карасинан) е село в Гърция, дем Пеония, област Централна Македония.

## География
Селото е разположено на 280 m надморска височина, на около 12 km северно от град Боймица (Аксиуполи).

## История

### В Османската империя
В „Етнография на вилаетите Адрианопол, Монастир и Салоника“, издадена в Константинопол в 1878 година и отразяваща статистиката на населението от 1873 година, Смол (Smol) е посочено като селище в каза Карашнан (Carachnan) с 400 домакинства, като жителите му са 1496 мюсюлмани.
Според статистиката на Васил Кънчов („Македония. Етнография и статистика“) в 1900 година Кара Синанъ е село в Гевгелийска каза с 2000 жители турци.

### В Гърция
В 1913 година след Междусъюзническата война селото попада в Гърция. Изпуснато е в преброяването от 1913 година. Боривое Милоевич пише в 1921 година („Южна Македония“), че Кара-Синанци има 800 къщи турци. След Гръцко-турската война в 1922 година турското население се изселва в Турция и на негово място са настанени гърци бежанци от Мала Азия. В 1928 година Карасинанци е чисто бежанско село със 190 семейства и 799 жители бежанци.
Населението традиционно произвежда тютюн и жито и се занимава и със скотовъдство.
| Име       | Име          | Ново име | Ново име | Описание                               |
| --------- | ------------ | -------- | -------- | -------------------------------------- |
| Орман     | Όρμάν        | Дасос    | Δάσος    | възвишение на Ю от Карасинанци (250 m) |
| Семен     | Σεμέν        | Рематия  | Ρεματιά  | река на СИ от Карасинанци              |
| Али Чешме | Άλή Τσεσμέ   | Вриси    | Βρύση    | река на С от Карасинанци               |
| Баракли   | Έρ. Μπαρακλή | Авги     | Αύγή     | бивше село на СЗ от Карасинанци        |

| Година    | 1913 | 1920 | 1928 | 1940 | 1951 | 1961 | 1971 | 1981 | 1991 | 2001 | 2011 | 2021 |
| --------- | ---- | ---- | ---- | ---- | ---- | ---- | ---- | ---- | ---- | ---- | ---- | ---- |
| Население |      | 894  | 684  | 749  | 736  | 618  | 422  | 334  | 333  | 257  | 224  | 179  |

## Личности
Родени в Карасинанци
- Молла Идриз, хайдутин